# Brady Canfield
Brady Canfield (ur. 26 kwietnia 1963 w Red Lodge) – amerykański skeletonista, brązowy medalista mistrzostw świata.

## Kariera
Największy sukces w karierze osiągnął w 2003 roku, kiedy zdobył brązowy medal na mistrzostwach świata w Nagano. W zawodach tych wyprzedzili go jedynie Jeff Pain z Kanady i inny reprezentant USA – Chris Soule. Był to jego jedyny medal wywalczony na międzynarodowej imprezie tej rangi. Nigdy nie wystąpił na igrzyskach olimpijskich.